# Cremanthodium pteridophyllum
Cremanthodium pteridophyllum là một loài thực vật có hoa trong họ Cúc. Loài này được Y.-L.Chen mô tả khoa học đầu tiên năm 1984.